# أدولف هول (سياسي)
أدولف هول هو أستاذ جامعي وجيولوجي وسياسي نرويجي، ولد في 15 مايو 1879 في سوروم في النرويج، وتوفي في 19 فبراير 1964 في أوسلو في النرويج. نشط حزبياً في التجمع الوطني.